# Beretta M34
La Beretta Modelo 1934 es una pistola semiautomática compacta que fue el arma auxiliar estándar de las Fuerzas Armadas italianas durante la Segunda Guerra Mundial. Es de calibre 9 mm y dispara el cartucho 9 mm Corto, también conocido como 9 x 17 Browning Short o .380 ACP.

## Historia
La empresa Armi Beretta SpA de Gardone Val Trompia (a unos 20 km al norte de Brescia, Italia) tiene una larga tradición en la fabricación de armas, que se remonta a 1526, cuando empezó a fabricar cañones de arcabuz. Pero no fue sino hasta 1915, respondiendo a las necesidades de las Fuerzas Armadas italianas durante la Primera Guerra Mundial, que produjo su primera pistola (la Modelo 1915) diseñada por Tulio Marengoni. Desde entonces, Beretta se ha vuelto el mayor fabricante de pistolas del mundo y la Modelo 1934 (M34) fue su más producida pistola en el período de entreguerras. 
A inicios de la década de 1930, el Ejército italiano había quedado impresionado por la Walther PP. Beretta no quiso perder un importante contrato militar ante el competidor alemán y diseñó la M34 para el Ejército italiano, que la adoptó en 1934 en calibre 9 mm. Este modelo fue seguido por la M35, adoptada por la Fuerza Aérea y la Marina como Modello 1935, que era similar a la M34 excepto por su calibre (7,65 mm). 
Las pistolas fabricadas durante la época fascista llevan marcado su año de fabricación de dos formas: la fecha según el calendario gregoriano en números arábigos y la fecha según el calendario fascista en números romanos. Ya que el calendario fascista empezaba el 28 de octubre de 1922, una pistola de 1937 podría tener marcado "XV" o "XVI" como su año fascista. 
Como un detalle en la larga historia de esta pistola, una M34 fue empleada para asesinar a Mahatma Gandhi en Nueva Delhi, India, el 30 de enero de 1948. Nathuram Godse empleó la pistola con número de serie 606824 en el atentado. También fue una de las armas predilectas del criminal australiano Mark Brandon "Chopper" Read.

## Diseño
Equipada con la característica corredera abierta de Beretta, la M34 tiene una secuencia de alimentación y extracción muy fiable; la abertura alargada en la parte superior de la corredera actúa como la portilla de eyección. Está compuesta por pocas piezas y es muy sencilla de mantener. La M34 es de construcción sumamente robusta, con una vida útil de más de 100 años si es mantenida debidamente. Su diseño es similar a la moderna Beretta 92.

## Historial de combate
Fue diseñada y construida especialmente para las Fuerzas Armadas italianas, pero también se vendía en el mercado negro. Las pistolas empleadas por las Fuerzas Armadas llevan el marcaje de aprobación estampado en el lado izquierdo del armazón, sobre el panel de la cacha: "RE" (Regio Esercito; Ejército Real, en italiano) para el Ejército, "RM" (Regia Marina; Armada Real, en italiano) para la Armada o "RA" (Regia Aeronautica; Fuerza Aérea Real, en italiano) junto a un águila con una corona real para la Fuerza Aérea. Las pistolas de la Policía pueden estar marcadas con "PS" (Pubblica Sicurezza; Seguridad Pública, en italiano).
Las Fuerzas Armadas de Rumania, en aquel entonces aliada del Eje, también compraron pistolas M34 y M35. El tipo de cartucho empleado aparece marcado como 9 mm Scurt (Corto, en rumano), en lugar de 9 mm Corto.
Esta pistola fue ampliamente utilizada durante la Segunda Guerra Mundial por las tropas italianas, alemanas y el Ejército rumano, algunos ejemplares siendo capturados por las tropas aliadas durante la guerra.

## Limitaciones
El cartucho 9 mm Corto es algo débil y su cargador solo tiene capacidad para 7 cartuchos. Cuando se extrae el cargador vacío, la corredera se cierra automáticamente a menos que se accione antes el seguro. Esto reduce la rapidez de recarga de la pistola. En aquel entonces, en los ejércitos de muchos países el llevar una pistola servía más para indicar el rango que para defenderse (aunque no en los Estados Unidos o Alemania, por ejemplo).